# Marine Zeecadettenkorps van de Verenigde Staten

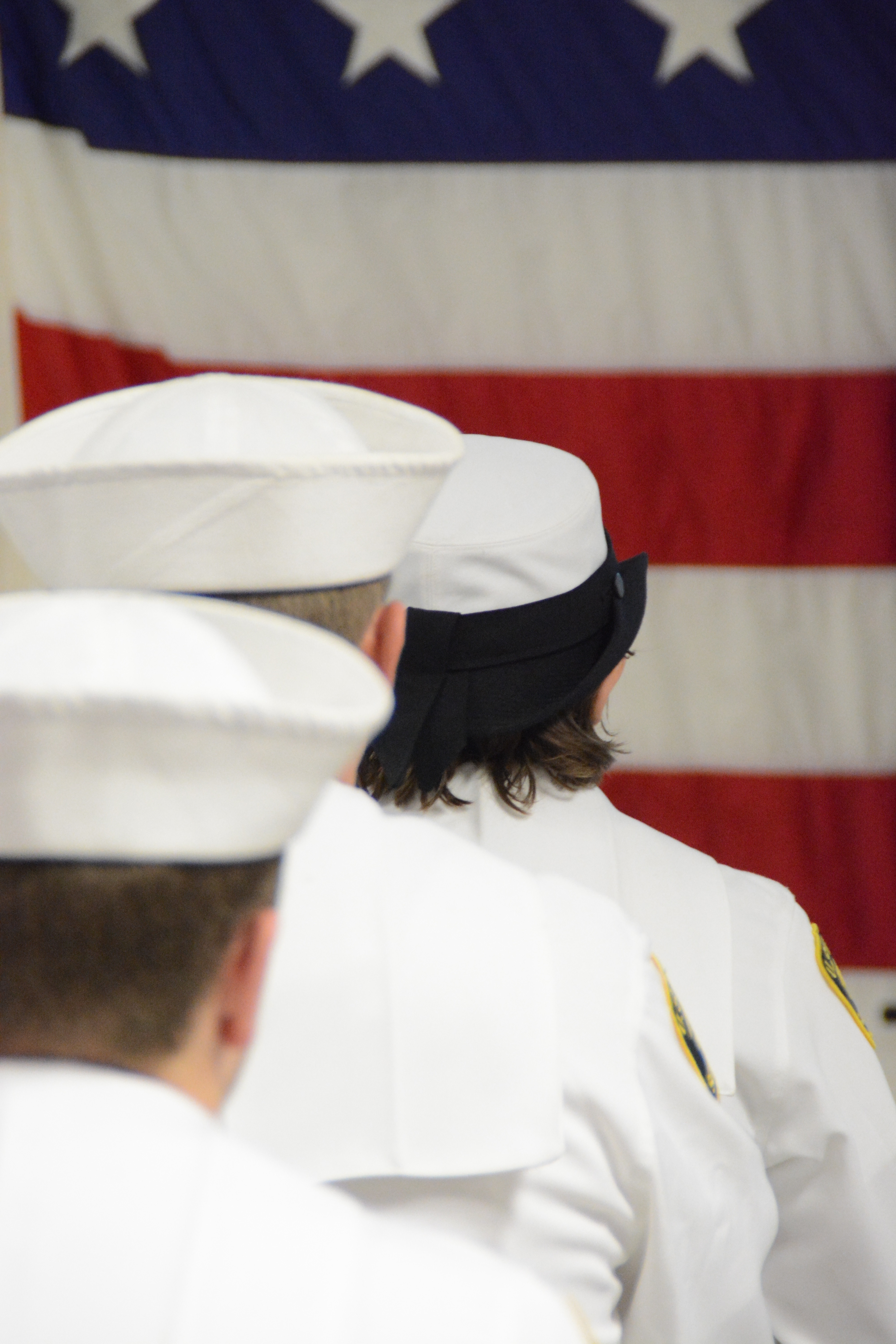

De Marine Zeecadettenkorps van de Verenigde Staten is een door het Congres erkende jeugdorganisatie in de Verenigde Staten die nauw samenwerkt met de Amerikaanse marine en kustwacht. De organisatie richt zich op jongeren die geïnteresseerd zijn in een militaire of maritieme loopbaan en biedt trainingen, discipline en educatie aan in een gestructureerde omgeving. Leden, die cadetten worden genoemd, nemen deel aan programma’s die lijken op militaire trainingen. Ze volgen lessen over maritieme onderwerpen, zoals navigatie, luchtvaart, geneeskunde en techniek, vaak onder begeleiding van actieve of gepensioneerde militairen. De organisatie is opgebouwd rond het aanleren van leiderschapsvaardigheden, teamwork en verantwoordelijkheid. Hoewel het geen officieel onderdeel is van de strijdkrachten, functioneert het programma als voorbereiding voor jongeren die een carrière in de defensie overwegen.  Deelname biedt geen garantie op toelating tot een militaire academie of dienst, maar veel oud-cadetten kiezen uiteindelijk wel voor een functie binnen het leger. 